# Sonate K. 406
La sonate K. 406 (F.352/L.5) en ut majeur est une œuvre pour clavier du compositeur italien Domenico Scarlatti.

## Présentation
La sonate K. 406, en ut majeur, notée Allegro, est la première d'une paire avec la sonate suivante. Kirkpatrick a « l'impression d'entendre les instruments à vent d'une fanfare, avec deux trompettes et des timbales » dans les nombreuses sonneries qui retentissent tout au long de la sonate.
Sutcliffe attire l'attention sur la large tessiture et sur l’invention qui peuvent faire « pleurer la plupart des types de composition de clavier de l'époque, qu'ils soient savants, virtuoses, pédagogiques ou descriptifs ». Il insiste également sur la remarquable manière de Scarlatti d'intégrer des éléments populaires, qui évoquent l'équivalent moderne de l'écriture au piano influencée par le jazz de certains compositeurs du XXe siècle, pour revivifier leur art.

## Manuscrits
Le manuscrit principal est le numéro 19 du volume IX (Ms. 9780) de Venise (1754), copié pour Maria Barbara ; les autres sont Parme XI 19 (Ms. A. G. 31416), Münster (D-MÜp) III 51 (Sant Hs 3966) et Vienne E 46 (VII 28011 E).

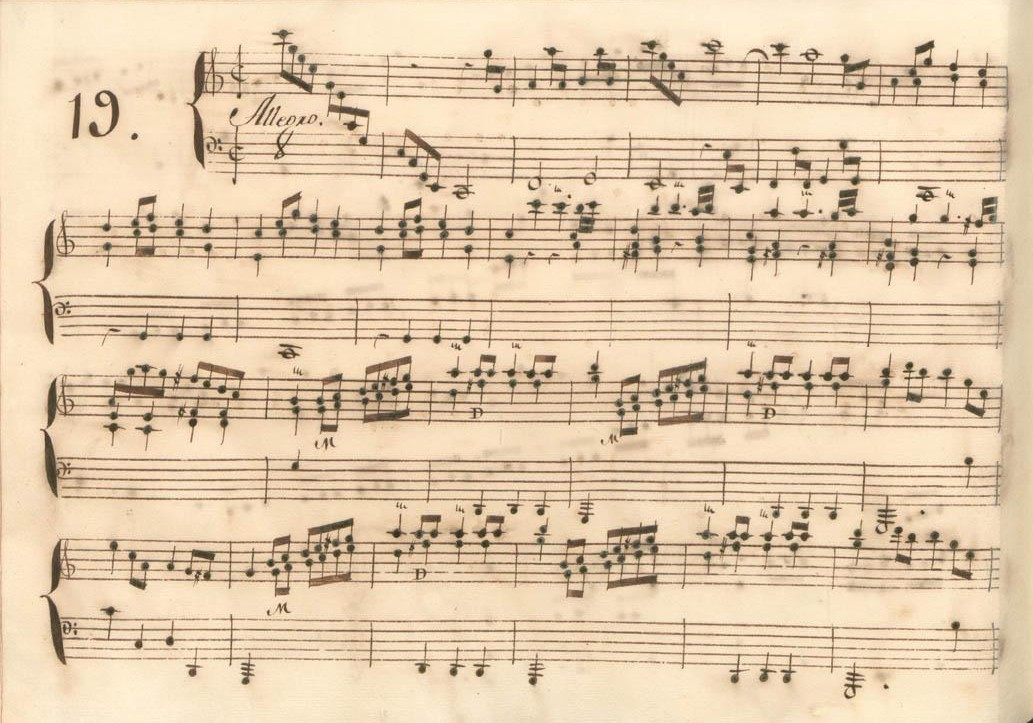
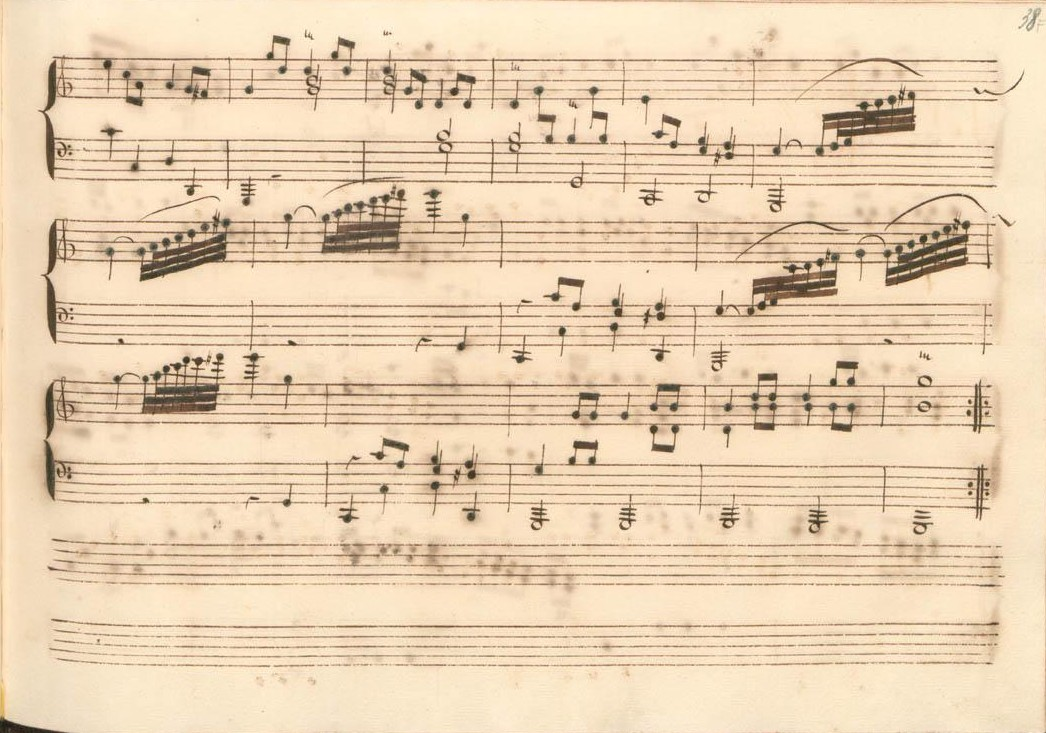
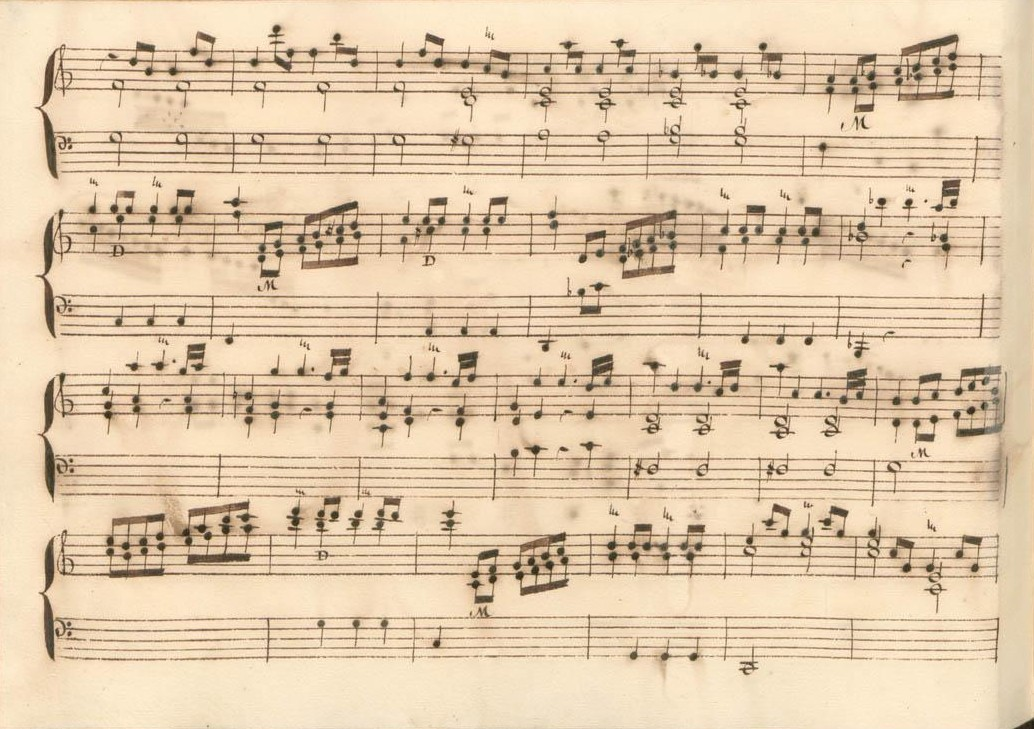
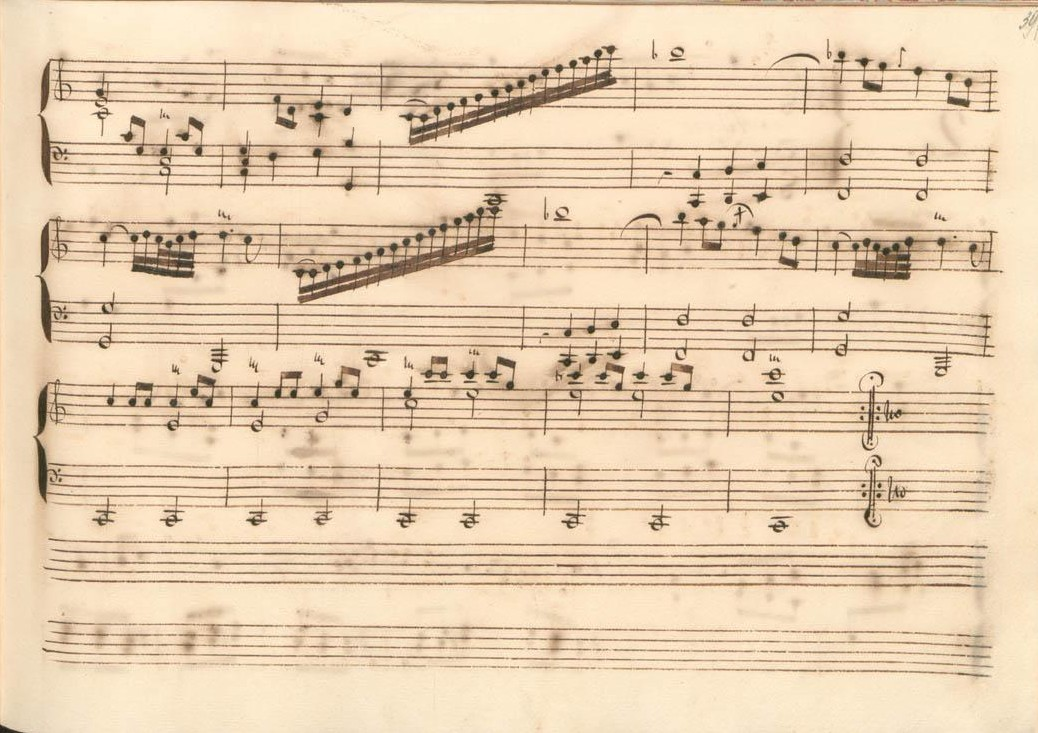

## Interprètes
La sonate K. 406 est défendue au piano, notamment par Maria Tipo (1956, Vox), Aldo Ciccolini (1962, EMI), Christian Zacharias (2002, MDG), Gottlieb Wallisch (2007, Naxos, vol. 11), Carlo Grante (2013, Music & Arts, vol. 4) ; au clavecin, elle est jouée par Fernando Valenti (1955, 6 Westminster / Pristine, vol. 10), Zuzana Růžičková (1976, Supraphon et Orfeo), Luciano Sgrizzi (1978, Erato), Scott Ross (1985, Erato), Colin Tilney (2000, Dorian/Sono Luminus), Richard Lester (2004, Nimbus, vol. 3) et Pieter-Jan Belder (Brilliant Classics, vol. 9).
Marco Ruggeri (2006, MV Cremona) joue l'œuvre à l'orgue.

## Sources
: document utilisé comme source pour la rédaction de cet article.
- Ralph Kirkpatrick (trad. de l'anglais par Dennis Collins), Domenico Scarlatti, Paris, Lattès, coll. « Musique et Musiciens », 1982 (1re éd. 1953 (en)), 493 p. (ISBN 978-2-7096-0118-4, OCLC 954954205, BNF 34689181).
- Alain de Chambure, « Domenico Scarlatti, Intégrale des sonates — Scott Ross », Erato/Éditions Costallat (2564-62092-2 (livret : 2292-45309-2)), 1985 (OCLC 891183737) .
- (en) W. Dean Sutcliffe, The Keyboard Sonatas of Domenico Scarlatti and Eighteenth-Century Musical Style, Cambridge / New York, Cambridge University Press, 2008, xi-400 (ISBN 978-0-521-07122-2, OCLC 1005658462, BNF 42017486, présentation en ligne).